# Anthony LaPaglia
Anthony LaPaglia (Adelaida, Australia Meridional; 31 de enero de 1959) es un actor australiano, principalmente conocido por interpretar al agente del FBI Jack Malone en la serie de televisión estadounidense Without a Trace. También ha aparecido en ocho episodios de Frasier, en la que interpretaba a Simon, el hermano de Daphne Moon. Este papel le hizo ganar un Premio Emmy.

## Primeros años
LaPaglia nació en Adelaida, Australia, hijo de Maria Johannes Brendel, una secretaria, y Gedio "Eddie" LaPaglia, un mecánico y vendedor de automóviles. Su madre era neerlandesa y su padre italiano, el cual inmigró desde Bovalino, Calabria, a los 18 años de edad. Su hermano menor, Jonathan LaPaglia, también es actor, y su hermano mayor, Michael, es vendedor mayorista de autos en Los Ángeles, California. LaPaglia asistió al Rostrevor College en Adelaida. 
LaPaglia comenzó a formarse como actor durante los últimos años de su adolescencia, cuando se unió a un curso de actuación de una agencia de casting (SA Castings) en Adelaida. Después de completar un año y medio (el curso duraba dos años y medio con tres meses suplementarios), LaPaglia dejó Adelaida para viajar a Los Ángeles.

## Carrera
Su primer trabajo como actor fue un papel en 1985 en un episodio de la serie de televisión Cuentos asombrosos de Steven Spielberg. Su primer trabajo en el cine fue Cold Steel, en 1987, seguido ese mismo año por su interpretación de Frank Nitti en el telefilm Nitti: The Enforcer. Interpretó a un gánster en Betsy's Wedding (1990) y continuó con papeles en Innocent Blood (1992), So I Married an Axe Murderer (1993), The Client (1994), Empire Records (1995) y Trees Lounge. En 1996 hizo el papel de Jimmy Wyler, el personaje principal de la serie Murder One, durante su segunda y última temporada.
Durante los años 1997 y 1998, LaPaglia participó de la producción de Broadway de la obra Panorama desde el puente de Arthur Miller, y recibió el premio Tony por su papel de Eddie Carbone, el protagonista. Antes de que se estrenara la obra, LaPaglia recibió el guion para el piloto de la serie de televisión Los Soprano y se reunió con su creador, David Chase, para hablar sobre el papel protagónico, Tony Soprano. Sin embargo, varios factores, incluido su rol en Broadway, impidieron que LaPaglia consiguiese el papel. "Lo de Los Soprano no funcionó... y sí funcionó perfectamente, porque la persona indicada terminó en el papel. No puedes imaginar esa serie sin James Gandolfini", declaró LaPaglia. Más tarde, en 2002, La Paglia haría un cameo como un actor al estilo Los Soprano en una serie dentro de la película, Analyze That.

## Filmografía

### Cine y televisión
- 2023: Florida man (Serie Netflix)
- 2021: Nitram
- 2018: Bad Blood (Serie Netflix) (Protagonizando a Vito Rizzuto)
- 2017: Annabelle: Creation
- 2011: Happy Feet Two (Happy Feet: el pingüino 2) (Voz)
- 2008: Balibo
- 2008: $9.99
- 2007: CSI: Crime Scene Investigation (C.S.I. Escena del crimen) (serie de televisión)
- 2006: Happy Feet (Happy feet: el pingüino, Happy feet: rompiendo el hielo) (Voz)
- 2006: Played (Calles violentas)
- 2006: The Architect
- 2004: Winter Solstice
- 2003: Spinning Boris
- 2003: Happy Hour
- 2003: Manhood
- 2002-2008: Without a Trace (Sin rastro) (serie de televisión)
- 2002: Analyze That (Analízate, Otra terapia peligrosa ¡Recaída total!)
- 2002: The Guys
- 2002: I'm with Lucy (5 hombres para Lucy)
- 2002: Dead Heat (Trampa perfecta)
- 2002: The Salton Sea (Amarga venganza, Venganza amarga)
- 2001: The Bank (The Bank: el juego de la banca)
- 2001: On the Edge (Jugando al límite)
- 2001: Lantana
- 2001: Jack the Dog
- 2000-2004: Frasier (serie de televisión)
- 2000: Normal, Ohio (serie de televisión)
- 2000: Otoño en Nueva York (Autumn in New York)
- 2000: The House of Mirth (La casa de la alegría)
- 2000: Looking for Alibrandi
- 2000: Company Man (Lío en La Habana, Maestro de espías)
- 1999: Decisión definitiva
- 1999: Black and Blue (Decisión definitiva)
- 1999: Sweet and Lowdown (Acordes y desacuerdos)
- 1999: Summer of Sam (Nadie está a salvo de Sam, La noche del asesino, S.O.S. verano infernal)
- 1999: Lansky (Lansky, el imperio del crimen, Lansky: el cerebro del crimen)
- 1998: Phoenix (El lado oscuro de la ley)
- 1998: Mob Law: A Film Portrait of Oscar Goodman
- 1998: The Repair Shop
- 1997: The Garden of Redemption
- 1997: Commandments (Clamando al cielo: los mandamientos)
- 1997: Murder One: Diary of a Serial Killer (serie de televisión)
- 1996-1997: Murder One (serie de televisión)
- 1996: Brilliant Lies
- 1996: Trees Lounge (Trees Lounge: una última copa)
- 1996: Never Give Up: The Jimmy V Story
- 1995: Empire Records
- 1995: Chameleon
- 1994: Mixed Nuts (Mixed Nuts: un día de locos)
- 1994: Killer (Asesino a sueldo)
- 1994: Lucky Break (El amor es un golpe de suerte, Golpe de suerte)
- 1994: The Client (El cliente)
- 1994: Past Tense (Dos veces muerta)
- 1993: So I Married an Axe Murderer (Una novia sin igual)
- 1993: The Custodian
- 1992: Innocent Blood (Sangre fresca: una chica insaciable, Transilvania mi amor)
- 1992: Whispers in the Dark (Susurros en la oscuridad)
- 1992: Black Magic
- 1992: Amazing Stories: Book One
- 1991: Keeper of the City
- 1991: 29th Street
- 1991: Tales from the Crypt (Cuentos de la cripta, Historias de la cripta)
- 1991: One Good Cop
- 1991: He Said, She Said (Él dijo, ella dijo)
- 1991: The Brotherhood
- 1990: Criminal Justice
- 1990: Betsy's Wedding (Boda pasada por agua)
- 1990: Father Dowling Mysteries (Los misterios del Padre Dowling)
- 1990: Mortal Sins
- 1989: Hardball
- 1989: Slaves of New York (Esclavos de Nueva York)
- 1989: Gideon Oliver
- 1988: Police Story: Gladiator School
- 1988: Frank Nitti: The Enforcer (Nitti: el ejecutor)
- 1987: Cold Steel (Acero mortal)
- 1987: Hunter
- 1986: Trapper John, M.D. (Hombres de blanco)
- 1986: The Twilight Zone (Dimensión desconocida) (serie de televisión)
- 1986: Magnum, P.I. (serie de televisión)
- 1985: Amazing Stories (Cuentos asombrosos) (serie de televisión)

## Teatro
- La rosa tatuada (1995), de Tennessee Williams.